# Pojezierze Dobiegniewskie
Pojezierze Dobiegniewskie (314.62) – mezoregion fizycznogeograficzny w północno-zachodniej Polsce, zaliczany ze względu na typ mezoregionów do wysoczyzn młodoglacjalnych przeważnie z jeziorami w regionie nizin i obniżeń, przechodzący od północy w Pojezierze Choszczeńskie, od wschodu w Równinę Drawską, od południa w Kotlinę Gorzowską i od zachodu w Równinę Gorzowską.
Obejmuje obszar około 580 km². W południowej części mezoregionu rozciąga się pasmo moren czołowych subfazy krajeńskiej zlodowacenia północnopolskiego, z najwyższej położonym punktem na wysokości 118 m n.p.m.
Na Pojezierzu Dobiegniewskim położonych jest około 100 jezior o powierzchni powyżej 1 ha. Największym jest jezioro Osiek o powierzchni około 5 km². W granicach mezoregionu utworzono rezerwaty przyrody, m.in. „Łasko” i „Źródlisko Skrzypowe”.
Na obszarze pojezierza są dwa miasta – Dobiegniew i Strzelce Krajeńskie.